# Primærrute 8
Die Primærrute 8, auch einfach nur Rute 8 genannt, ist eine Hauptstraße in Dänemark. Sie führt in zwei Abschnitten von Nyborg bis nach Tønder (dt. Tondern). Der erste Abschnitt befindet sich auf der Insel Fyn und verbindet Nyborg mit der Fähre in Bøjden. Der zweite Abschnitt befindet sich im Jütland und verbindet die Fähre in Fynshav mit der Stadt Tønder.
Landschaftlich verläuft die Route durch die fruchtbare, kultivierte und durch Laubbäume geprägte Moränenlandschaft auf Alsen und weiter über sandige Heideflächen und Hügelinseln mit Nadelbaumplantagen und Knicks bis zu den tiefliegenden flachen Marschgebieten bei Tønder. Geschichtsinteressierte finden hier zahlreiche Sehenswürdigkeiten wie Schloss Augustenborg, Schloss Sønderborg, die Dybbøl Mølle und Tønder mit vielen gut erhaltenen alten Straßenzügen.

## Wichtige Ortschaften entlang der Strecke
- Nyborg
- Faaborg
- Sønderborg
- Tønder